# Heidenheimer Kirschenkrieg
Als Heidenheimer Kirschenkrieg werden Protestkundgebungen in der Stadt Heidenheim im Jahr 1920 bezeichnet, die durch hohe Obstpreise auf dem Wochenmarkt ausgelöst wurden.

## Schlechte Ernährungslage
Anfang Mai im Jahr 1920 waren die Preise für Obst auf dem Heidenheimer Wochenmarkt sehr hoch. Die Bürger hofften, dass zur Haupterntezeit das Obst zu niedrigeren Preisen erworben werden könnte. Die Ernährungslage war in ganz Deutschland noch immer schlecht, da der Erste Weltkrieg erst vor kurzem geendet hatte. Als auch Anfang Juni Kirschen auf dem Wochenmarkt noch sehr teuer waren, forderte der Heidenheimer Gemeinderat die Bevölkerung zur „Selbstzucht“ und Boykottierung der Obsthändler auf. Damit schloss sich der Gemeinderat anderen Städten wie zum Beispiel Heilbronn oder Göppingen an, wo die Bürger ebenfalls kein Obst mehr kauften.

## Arbeiterwehr
Die Proteste liefen in Heidenheim zunächst friedlich ab, bis am Mittwoch, dem 23. Juni 1920 ein Obsthändler während eines Streites mit einer Hausfrau einen Revolver hervorholte. Die empörten Frauen holten zu ihrer Verstärkung ihre Männer aus der Firma Voith. Diese gingen handgreiflich gegen die Obsthändler vor und ein Verletzter wurde ins Krankenhaus gebracht. Die Einwohnerwehr wurde zur Arbeiterwehr umfunktioniert, die ihren Sitz im Rathaus hatte und bewaffnet war. Schnell bildete sich eine Führungsgruppe heraus, die erfolgreich mit dem Oberbürgermeister Jaekle über einen Zuschuss der Stadt zu den Obstpreisen verhandelte. Außerdem entsendete sie eine Kommission nach Stuttgart, die allerdings ohne Ergebnis zurückkehrte. Daraufhin wurde für die folgenden zwei Tage der Generalstreik ausgerufen.

## Polizei aus Stuttgart
Am Samstag, dem 26. Juni 1920 traf am Morgen eine Sonderkommission der Stuttgarter Polizei unter der Führung des Regierungskommissars Elben ein. Heidenheim befand sich nun im Belagerungszustand: Ansammlungen wurden verboten, Waffen der Arbeiterwehr mussten abgeliefert werden, es kam zu Verhaftungen. Obwohl am Sonntag, dem 27. Juni 1920 weiterhin Ausgehsperre herrschte und die Polizei Hausdurchsuchungen durchführte, blieb die Lage ruhig. Der Gemeinderat veröffentlichte am selben Tag ein Extrablatt („Widerwillen gegen den Belagerungszustand“). In Verhandlungen mit dem Oberbürgermeister und dem Regierungskommissar Elben wurde ein Rückzug der Polizei gesichert, sobald die Arbeiter zurück in die Fabriken kehrten. Die guten Ergebnisse der nach Stuttgart entsandten Kommission ließen auf ein baldiges Ende des Streiks hoffen. Tatsächlich wurde am nächsten Tag die Arbeit in den Fabriken wieder aufgenommen und in einer Sitzung des Gemeinderates wurden die Bürger dazu aufgefordert, die Waffen zurückzugeben. Dennoch stand der Gemeinderat weiterhin unter Kontrolle des Regierungskommissars und viele Bürger empörten sich über andauernde Polizeikontrollen. In den folgenden Tagen ab dem 1. Juli 1920 wurden die Beschränkungen der Stadtverwaltung sowie die Ausgehsperre aufgehoben und die Stuttgarter Polizei wieder abgezogen. Am 14. Juli 1920 wurde der Belagerungszustand aufgehoben und Heidenheim folgte dem Rat des Regierungskommissars Elben, dessen Bericht über die Geschehnisse in Heidenheim mit folgenden Worten schließt: „Ich hoffe, dass diese Lehre den Heidenheimern gut getan hat und dass sie auf die Dauer sich wohl in die Ordnung finden werden.“